# Manoir de Brambouët
Le manoir de Brambouët est un édifice situé à Languidic, en France.

## Situation
Le manoir est situé sur le territoire de la commune de Languidic, au lieu-dit Brambouët, dans le département du Morbihan, en région Bretagne.

## Description
Le manoir date du XVIIIe siècle, il est construit selon un plan régulier, édifice à un étage carré, élévation à travées. Toiture à longs pans, croupe.

## Histoire
Le manoir est inscrit à l'inventaire général du patrimoine culturel.